# Liste der Nummer-eins-Hits in Finnland (1982)
Dies ist eine Liste der Nummer-eins-Hits in Finnland im Jahr 1982. Sie basiert auf den offiziellen Single Top und den Album Top, die im Auftrag von Musiikkituottajat, der finnischen Landesgruppe der IFPI, erstellt werden.

## Singles
| | Liste der Nummer-eins-Hits in Finnland | Liste der Nummer-eins-Hits in Finnland | Liste der Nummer-eins-Hits in Finnland                                    | 1983 →                    |
| \| Zeitraum \| Wo. ges. \| Interpret \| Titel Autor(en) \| Zusätzliche Informationen \| \| (Zeitraum, Wochen auf Platz eins, Interpret, Titel, Autor[en], zusätzliche Informationen) \| \| \| \| \| \| ----------------------------------------------------------------------------------------- \| -------- \| --------------------- \| ------------------------------------------------------------------------- \| ------------------------- \| \| Dezember 1981 – Januar 1982 2 Monate \| 2 \| Electronica’s \| Dance Little Bird Werner Thomas \| – \| \| Februar 1982 – März 1982 2 Monate \| 2 \| Steve Kekana \| Raising My Family \| – \| \| April 1982 1 Monat \| 1 \| The Human League \| Don’t You Want Me John William Callis, Philip Adrian Wright, Philip Oakey \| – \| \| Mai 1982 – Juni 1982 2 Monate \| 2 \| Nicole \| Ein bißchen Frieden Musik: Ralph Siegel jun.; Text: Bernd Meinunger \| – \| \| Juli 1982 1 Monat \| 1 \| Kari Peitsamo Revival \| Onnenpoika \| – \| \| August 1982 1 Monat \| 1 \| Paul Oxley's Unit \| The Beat of Your Heart \| – \| \| September 1982 1 Monat \| 1 \| Bolland \| You’re In the Army Now \| – \| \| Oktober 1982 – November 1982 2 Monate \| 2 \| Survivor \| Eye of the Tiger Frank Michael Sullivan III, James Michael Peterik \| – \| \| Dezember 1982 1 Monat \| 1 \| ABBA \| The Day Before You Came Benny Andersson, Björn Ulvaeus \| – \| |                                        |                                        |                                                                           |                           |
| |                                        |                                        |                                                                           | → 1983 →                  |
| Zeitraum | Wo. ges.                               | Interpret                              | Titel Autor(en)                                                           | Zusätzliche Informationen |
| (Zeitraum, Wochen auf Platz eins, Interpret, Titel, Autor[en], zusätzliche Informationen) |                                        |                                        |                                                                           |                           |
| Dezember 1981 – Januar 1982 2 Monate | 2                                      | Electronica’s                          | Dance Little Bird Werner Thomas                                           | –                         |
| Februar 1982 – März 1982 2 Monate | 2                                      | Steve Kekana                           | Raising My Family                                                         | –                         |
| April 1982 1 Monat | 1                                      | The Human League                       | Don’t You Want Me John William Callis, Philip Adrian Wright, Philip Oakey | –                         |
| Mai 1982 – Juni 1982 2 Monate | 2                                      | Nicole                                 | Ein bißchen Frieden Musik: Ralph Siegel jun.; Text: Bernd Meinunger       | –                         |
| Juli 1982 1 Monat | 1                                      | Kari Peitsamo Revival                  | Onnenpoika                                                                | –                         |
| August 1982 1 Monat | 1                                      | Paul Oxley's Unit                      | The Beat of Your Heart                                                    | –                         |
| September 1982 1 Monat | 1                                      | Bolland                                | You’re In the Army Now                                                    | –                         |
| Oktober 1982 – November 1982 2 Monate | 2                                      | Survivor                               | Eye of the Tiger Frank Michael Sullivan III, James Michael Peterik        | –                         |
| Dezember 1982 1 Monat | 1                                      | ABBA                                   | The Day Before You Came Benny Andersson, Björn Ulvaeus                    | –                         |

## Alben
| | Liste der Nummer-eins-Hits in Finnland | Liste der Nummer-eins-Hits in Finnland | Liste der Nummer-eins-Hits in Finnland | 1983 →                    |
| \| Zeitraum \| Wo. ges. \| Interpret \| Titel \| Zusätzliche Informationen \| \| (Zeitraum, Wochen auf Platz eins, Interpret, Titel, zusätzliche Informationen) \| \| \| \| \| \| ------------------------------------------------------------------------------ \| -------- \| -------------------------- \| ---------------------------------- \| ------------------------- \| \| Dezember 1981 – Februar 1982 3 Monate \| 3 \| Paul Oxley's Unit \| Living in the Western World \| – \| \| März 1982 1 Monat \| 1 \| Mireille Mathieu \| 14 romanttista sävelmää \| – \| \| April 1982 1 Monat \| 1 \| Simon & Garfunkel \| The Simon and Garfunkel Collection \| – \| \| Mai 1982 1 Monat \| 1 \| Juice Leskinen Grand Slam \| Sivilisaatio \| – \| \| Juni 1982 1 Monat \| 1 \| (Verschiedene Interpreten) \| Double Hits \| – \| \| Juli 1982 1 Monat \| 1 \| (Verschiedene Interpreten) \| Kesähitit '82 \| – \| \| August 1982 1 Monat \| 1 \| Anita Hirvonen \| De va kukku de \| – \| \| September 1982 – November 1982 3 Monate \| 3 \| Dire Straits \| Love over Gold \| – \| \| Dezember 1982 1 Monat \| 1 \| (Verschiedene Interpreten) \| Double Love \| – \| |                                        |                                        |                                        |                           |
| |                                        |                                        |                                        | → 1983 →                  |
| Zeitraum | Wo. ges.                               | Interpret                              | Titel                                  | Zusätzliche Informationen |
| (Zeitraum, Wochen auf Platz eins, Interpret, Titel, zusätzliche Informationen) |                                        |                                        |                                        |                           |
| Dezember 1981 – Februar 1982 3 Monate | 3                                      | Paul Oxley's Unit                      | Living in the Western World            | –                         |
| März 1982 1 Monat | 1                                      | Mireille Mathieu                       | 14 romanttista sävelmää                | –                         |
| April 1982 1 Monat | 1                                      | Simon & Garfunkel                      | The Simon and Garfunkel Collection     | –                         |
| Mai 1982 1 Monat | 1                                      | Juice Leskinen Grand Slam              | Sivilisaatio                           | –                         |
| Juni 1982 1 Monat | 1                                      | (Verschiedene Interpreten)             | Double Hits                            | –                         |
| Juli 1982 1 Monat | 1                                      | (Verschiedene Interpreten)             | Kesähitit '82                          | –                         |
| August 1982 1 Monat | 1                                      | Anita Hirvonen                         | De va kukku de                         | –                         |
| September 1982 – November 1982 3 Monate | 3                                      | Dire Straits                           | Love over Gold                         | –                         |
| Dezember 1982 1 Monat | 1                                      | (Verschiedene Interpreten)             | Double Love                            | –                         |

Siehe auch: Nummer-eins-Hits 1982 in  Australien, Belgien, Deutschland, Frankreich, Irland, Italien, Japan, Kanada, Neuseeland, den Niederlanden, Norwegen, Österreich, Schweden, der Schweiz, Spanien, den Vereinigten Staaten und im Vereinigten Königreich.